# Гавриил (Амалиев)
Архимандрит Гавриил (в миру Григорий Николаевич Амалиев: 1800 — 1872) — архимандрит Спасо-Преображенского монастыря Саратовской епархии Русской православной церкви, педагог и ректор Саратовского духовного училища.

## Биография
Родился в 1800 году в семье диакона города Царицына.
С 1811 по 1814 год учился в Пензенской духовной семинарии, затем перешёл в Астраханскую духовную семинарию, по окончании которой поступил в Санкт-Петербургкую духовную академию. Успешно окончил в 1825 году курс обучения в Санкт-Петербургской духовной академии со степенью магистра богословия.
После учёбы Г. Н. Амалиев стал учителем всеобщей истории и еврейского языка в Астраханской духовной семинарии, потом приходским священником в городе Саратове и занял должность ректора Саратовского духовного училища.
Овдовев, в 1839 году, принял монашество c именем Гавриил. Умер в 1872 году в сане архимандрита на должности настоятеля Саратовского Спасо-Преображенского монастыря.